# 尚州李氏
尚州李氏（サンジュイし、しょうしゅうりし、朝鮮語: 상주이씨）は、朝鮮の氏族の一つ。本貫は慶尚北道尚州市。2015年の調査では3,259人がいる。始祖は、中国河間府出身であり、中国元の混乱を避けるため高麗に帰化した李敏道である。
李敏道は、高麗滅亡後、李氏朝鮮の開国に功を奏し、佐命開国二等功臣に封ぜられた。